# ویکتور فون شودلر
ویکتور فون شْوِدلر (به آلمانی: Viktor von Schwedler) (۱۸ ژانویه ۱۸۸۵ – ۳۰ اکتبر ۱۹۵۴) نظامی بلندپایه آلمانی در دوره رایش سوم بود که فرماندهی یگان‌هایی را در نیروی زمینی در جریان جنگ جهانی دوم بر عهده داشت.

## سال‌های اولیه
ویکتور فون شودلر روز ۱۸ ژانویه سال ۱۸۸۵ در زانکت گوارسهاوزن زاده شد. پدرش افسر نیروی زمینی بود. ویکتور نیز پا جای پای پدر نهاد و پس از تحصیل در دانشکده‌های نظامی مختلف، اوایل سال ۱۹۰۴ به عنوان درجه‌دار نامزد افسری به نیروی زمینی امپراتوری آلمان پیوست. سال بعد با درجه ستوان دوم در هنگ ۲۶ پیاده‌نظام (۱ ماگدبورگ) به سلک افسران درآمد. بعداً به هنگ ۸۸ پیاده‌نظام (۲ ناسائو) منتقل شد.

## جنگ جهانی اول
فون شودلر هنگام آغاز جنگ جهانی اول در ستاد کل خدمت می‌کرد و تمامی چند را در وظایف ستادی گذراند. ماه نوامبر سال ۱۹۱۴ به درجه سروان ترفیع گرفت.

## رایشسور
در دوران جمهوری وایمار فون شودلر به عنوان افسر ستادی در لشکر سوم سواره‌نظام در کاسل (۱۹۱۹)، منطقه نظامی شماره ۵ در اشتوتگارت (۱۹۲۱–۱۹۱۹) و گروه فرماندهی ۲ در کاسل خدمت کرد. سال ۱۹۲۳ به درجه سرگرد ترفیع گرفت و گروهان ۱۳ خمپاره‌انداز در هنگ ۱۵ پیاده‌نظام در کاسل را فرماندهی (۱۹۲۵–۱۹۲۴) نمود. سپس به ستاد فرماندهی پیاده‌نظام ۳ در پوتسدام پیوست. اوایل سال ۱۹۲۶ به دفتر کارکنان نیروی زمینی در برلین منتقل شد.
فون شودلر با درجه سرهنگ دوم روز ۱ فوریه سال ۱۹۲۹ فرماندهی گردان ۲ هنگ ۹ پیاده‌نظام پروس در برلین-لیشترفلده را بر عهده گرفت. دو سال بعد رئیس ستاد لشکر سوم پیاده‌نظام در فرانکفورت-اودر شد. سال ۱۹۳۲ به درجه سرهنگ ترفیع گرفت. ماه اکتبر سال ۱۹۳۳ بعد به عنوان رئیس دفتر کارکنان نیروی زمینی برگزیده شد. ماه اکتبر سال ۱۹۳۴ به درجه سرتیپ و دقیقاً دو سال بعد به درجه سرلشکر ترفیع گرفت.

## ورماخت
در پی به قدرت رسیدن حزب ناسیونال سوسیالیست و برکناری برخی از عوامل مخالف با حاکمیت، فون شودلر که روابطی با ارتشبد ورنر فون فریچ، فرمانده عزل شده کل نیروی زمینی، داشت، روز ۱ فوریه سال ۱۹۳۸ به درجه سپهبد (ژنرال پیاده‌نظام) نائل آمد و در جایگاه فرمانده منطقه نظامی شماره ۴ با قرارگاه درسدن قرار گرفت. منصب کلیدی پیشین او به بودوین کایتل که عنصر قابل اعتمادتری بود، داده شد.

### جنگ جهانی دوم
ترفیع درجات:
- ۲۷ ژانویه ۱۹۰۵: ستوان دوم
- ۱۹ ژوئن ۱۹۱۲: ستوان یکم
- ۲۸ نوامبر ۱۹۱۴: سروان
- ۱ آوریل ۱۹۲۴: سرگرد
- ۱ فوریه ۱۹۲۹: سرهنگ دوم
- ۱ فوریه ۱۹۳۲: سرهنگ
- ۱ اکتبر ۱۹۳۴: سرتیپ
- ۱۹۳۶: سرلشکر[۲]
- ۱ فوریه ۱۹۳۸: سپهبد (ژنرال پیاده‌نظام)

در پی آغاز جنگ جهانی دوم قرارگاه اغلب مناطق نظامی به دو بخش میدانی و منطقه‌ای تقسیم شد. فون شودلر فرماندهی بخش میدانی با عنوان سپاه ۴ را در دست گرفت. او با این سپاه در نبردهای لهستان، هلند، بلژیک و فرانسه شرکت کرد. پس از آغاز عملیات بارباروسا، تهاجم به شوروی، در بخش جنوبی جبهه شرقی بود.
سپاه ۴ شودلر به عنوان بخشی از ارتش ششم فریدریش پائولوس، در نبرد استالینگراد مشارکت داشت. در جریان این نبرد فرسایشی شهری از ماه سپامبر سال ۱۹۴۲، شودلر از فرماندهی عالی خواست به این درگیری «پرخسارت و از نظر تاکتیکی غلط» پایان دهد و ارتش ششم را عقب بکشد. در واکنش او از مقام خود خلع و بازنشسته شد. او با سپهبد اروین یِنِکه در این مقام جایگزین گشت.
به هر صورت پس از پایان فاجعه‌بار این نبرد و انهدام ارتش ششم در محاصره دشمن، شودلر با وجود ابراز برخی انتقادات نسبت به حاکمیت، مجدداً به خدمت فراخوانده شد و روز ۱ مارس سال ۱۹۴۳ مجدداً به فرماندهی منطقه نظامی شماره ۴ در درسدن منصوب گردید. در این موقعیت مسئول جایگزینی و آموزش نیرو در منطقه زاکسن و شمال بوهم و همچنین تشکیل لشکرهای جدید و ترمیم یگان‌های آسیب‌دیده بود. شولدر با وجود همدلی نسبی با مخالفان هیتلر، در حین کودتای ۲۰ ژوئیه موضع انفعال پیشه کرد. در پی ناکامی قطعی این کودتا از حاکمیت جانبداری کرد.
شولدر تا روز ۳۱ ژانویه سال ۱۹۴۵ در اواخر جنگ، در جایگاه فرماندهی منطقه نظامی شماره ۴ باقی ماند و سپس دوباره بازنشسته شد.

## پس از جنگ
سپهبد ویکتور فون شودلر در نهایت روز ۳۰ اکتبر سال ۱۹۵۴ در فرایبورگ درگذشت.